# مجتبی عبدالله‌نژاد
مجتبی عبدالله‌نژاد (زادهٔ ۱۳۴۸، کاشمر - درگذشتهٔ ۱۵ آذر ۱۳۹۶) نویسنده و مترجم ایرانی بود که کتاب‌هایی از زبان انگلیسی به فارسی ترجمه می‌کرد و درضمن دربارهٔ ادبیات کلاسیک فارسی تحقیق می‌کرد. کتاب گفتگو با مسعود سعد سلمان، نوشتهٔ او، تلفیقی است از کار تخیلی با کار پژوهشی. وی در گفتگویی در روزنامهٔ ایران می‌گوید: «این ژانری است که خودم ابداع کردم». از وی مقالاتی در بعضی نشریات ادبی مثل کلک، کارنامه، سمرقند، بخارا، رودکی، نافه، شوکران، و گوهران منتشر شده‌است. وی در دانشگاه فردوسی مشهد در رشتهٔ ریاضی تحصیل کرد، ولی به صورت نیمه‌کاره تحصیلاتش را رها کرد و در سال ۱۳۶۸ نخستین ترجمه‌اش را با عنوان «تاریخچه مختصر نقد ادبی» منتشر کرد.

## درگذشت
مجتبی عبدالله‌نژاد، صبح روز چهارشنبه ۱۵ آذر ۱۳۹۶، بر اثر سکتهٔ قلبی در ۴۸سالگی درگذشت.

## شعر
- آوازهای ماه و معادله‌های ریاضی: مجموعهٔ شعر، تهران: انتشارات ترانه، ۱۳۷۳.

## تألیف
- گفتگو با مسعود سعد سلمان، نشر هرمس، ۱۳۹۳

## ترجمه
- اسطوره‌های یونان، دونا روزنبرگ، مشهد، انتشارات ترانه، ۱۳۷۴[۷]
- اسطوره‌های خاور دور، دونا روزنبرگ، انتشارات ترانه، ۱۳۷۵
- اسطوره‌های خاور میانه، پیر گریمال، انتشارات ترانه، ۱۳۷۶
- افسانه‌های سوئیس، فریتس مولر گوگنبول، تهران، انتشارات هرمس، ۱۳۸۰
- داستان‌ها و افسانه‌های مردم کانادا، الیزابت کلارک، تهران، انتشارات هرمس، ۱۳۸۰
- تاریخ کوتاه نقد ادبی، ورنون هال، انتشارات ترانه، ۱۳۷۹
- مفهوم رمانتیسم در تاریخ ادبی، مشهد، انتشارات محقق، ۱۳۷۸
- عرفان و فیزیک جدید، مایکل تالبوت، تهران، انتشارات هرمس، ۱۳۹۰
- مصیبت بی‌گناهی، آگاتا کریستی، انتشارات هرمس، ۱۳۸۷
- شب بی‌پایان، آگاتا کریستی، انتشارات هرمس، ۱۳۸۳
- معمای ساعت، رابرت آرتور، انتشارات هرمس، ۱۳۸۴
- معمای قلعه وحشت، رابرت آرتور، انتشارات هرمس، ۱۳۸۴
- قتل در خانه کشیش، آگاتا کریستی، انتشارات هرمس، ۱۳۸۸
- قتل آسان است، آگاتا کریستی، انتشارات هرمس، ۱۳۸۸
- مرگ خانم مگینتی، آگاتا کریستی، انتشارات هرمس، ۱۳۸۸
- جیب پر از چاودار، آگاتا کریستی، انتشارات هرمس، ۱۳۸۸
- راز قطار آبی، آگاتا کریستی، انتشارات هرمس، ۱۳۸۸
- در هتل برترام، آگاتا کریستی، انتشارات هرمس، ۱۳۸۹
- جسدی در کتابخانه، آگاتا کریستی، انتشارات هرمس، ۱۳۸۷
- نوشابه با سیانور، آگاتا کریستی، انتشارات هرمس، ۱۳۸۸
- راز سیتافورد، آگاتا کریستی، انتشارات هرمس، ۱۳۸۷
- آیینه سرتاسر ترک برداشت، آگاتا کریستی، انتشارات هرمس، ۱۳۸۹
- چرا از ایوانز نخواستند، آگاتا کریستی، انتشارات هرمس، ۱۳۸۹
- شرارتی زیر آفتاب، آگاتا کریستی، انتشارات هرمس، ۱۳۸۷
- چشم‌بندی، آگاتا کریستی، انتشارات هرمس، ۱۳۸۹
- معمای کاراییب، آگاتا کریستی، انتشارات هرمس، ۱۳۹۰
- دست پنهان، آگاتا کریستی، انتشارات هرمس، ۱۳۸۸
- موج‌سواری، آگاتا کریستی، انتشارات هرمس، ۱۳۹۰
- الهه انتقام، آگاتا کریستی، انتشارات هرمس، ۱۳۸۸
- جشن هالووین، آگاتا کریستی، انتشارات هرمس، ۱۳۹۰
- چهار غول بزرگ، آگاتا کریستی، انتشارات هرمس، ۱۳۹۰
- ساعت‌ها، آگاتا کریستی، انتشارات هرمس، ۱۳۹۰
- شاهد خاموش، آگاتا کریستی، انتشارات هرمس، ۱۳۹۰
- قتل در تعطیلات، آگاتا کریستی، انتشارات هرمس، ۱۳۹۰
- قتل در خوابگاه دانشجویی، آگاتا کریستی، انتشارات هرمس، ۱۳۹۰
- گرگ در لباس میش، آگاتا کریستی، انتشارات هرمس، ۱۳۹۰
- پرواز عقاب، جک هیگینز، انتشارات هرمس، ۱۳۸۹
- فرود عقاب، جک هیگینز، انتشارات هرمس، ۱۳۸۹
- مقصد نامعلوم، آگاتا کریستی، انتشارات هرمس، ۱۳۹۲
- مواجهه با مرگ، براین مگی، تهران، فرهنگ نشر نو، ۱۳۹۷